# Olha Zemliak
Olha Zemliak (Ucrania, 16 de enero de 1990) es una atleta ucraniana, especialista en la prueba de 4x400 m en la que llegó a ser subcampeona europea en 2014.

## Carrera deportiva

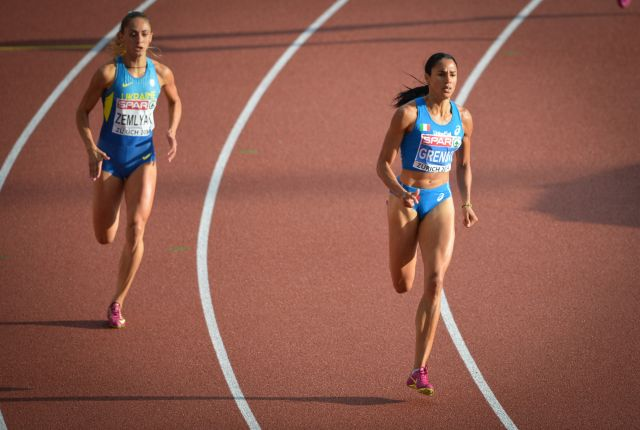
Final femenina de 400 metros en el Campeonato Europeo de Atletismo de 2014 en Zurich: Olha Zemlyak y Libania Grenot.

En el Campeonato Europeo de Atletismo de 2014 ganó la medalla de plata en los relevos de 4x400 metros, con un tiempo de 3:24.32 segundos, llegando a meta tras Francia y por delante de Reino Unido (bronce), siendo sus compañeras de equipo: Nataliya Pyhyda, Hrystyna Stuy, Hanna Ryzhykova, Daryna Prystupa y Olha Lyakhova. Además ganó la medalla de plata en los 400 metros lisos, con un tiempo de 51.36 segundos, llegando a meta tras la italiana Libania Grenot (oro con 51.10 s) y por delante de la española Indira Terrero (bronce).